# 詹莹
詹莹（1473年—1539年），號平溪，湖广麻城人，明朝政治人物、进士出身。

## 生平
正德二年（1507年）湖广乡试举人，九年（1514年）甲戌科三甲246名进士。授南京户部主事，历升郎中。嘉靖三年（1524年）任福建漳州府知府一职，任內有政績。嘉靖五年（1526年），主持龙溪官港的大规模整修。嘉靖七年（1528年）调任广东廉州府，擢升山西河東盐运使。十八年三月升任福建布政司左参政，四月卒于建宁府官。